# غوستافو سيسنيروس
غوستافو سيسنيروس (بالإسبانية: Gustavo Cisneros) هو اقتصادي ورائد أعمال فنزويلي، ولد في 20 نوفمبر 1945 في كاراكاس في فنزويلا.

## وصلات خارجية
- غوستافو سيسنيروس على موقع إن إن دي بي (الإنجليزية)